# S-500

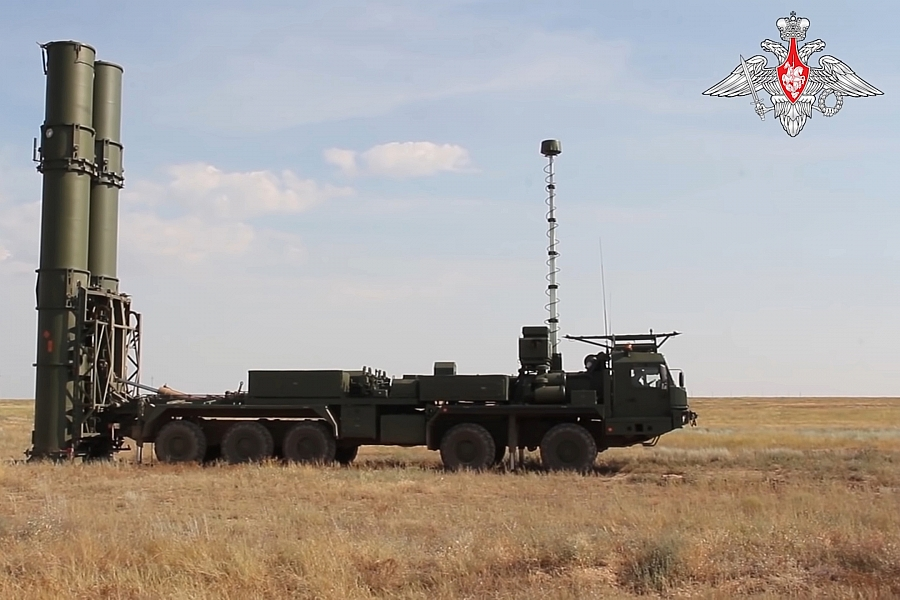
De S-500 Prometheus

De S-500 Prometheus (Russisch: С-500 – Прометей), ook wel ‘’’55R6M Triumfator’’’ is het meest geavanceerd Russisch luchtverdedigingssysteem, sinds 13 oktober 2021 in dienst bij Vojska PVO.

## Ontwerp en productie
Almaz-Antey onwierp het systeem in 2009 na de opzegging van het ABM-verdrag. Rostec nam het op 30 juni 2009 in serieproductie.

## Prestaties
Bij een test in mei 2018 schoot het systeem een raket van Kapoestin Jar 
op 482 km afstand uit de lucht. Het systeem is ontworpen voor een bereik van 600 km. Het systeem kan tien doelwitten die aan 7 km/s vliegen tegelijk volgen en 200 km hoog uit de lucht schieten. Zijn Don-2N radar reikt 3000 km ver en kan zo raketten vernietigen die 3500 km verder gelanceerd zijn.
Het systeem kan een luchtdoelraket lanceren vier seconden na waarneming van een doelwit.

## Bestanddelen
Het systeem bestaat uit 
- Een lanceerinrichting 77P6 voor tweetrapsraketten op een BAZ-69096 10 x 10 vrachtwagen.
- Commandoposten 55K6MA en 85Zh6-2 op BAZ-69092-12 6 x 6 vrachtwagens.
- Een 91N6A(M) gevechtsradar voortgetrokken door een BAZ-6403.01 8 x 8 trekker.[9]
- Een 96L6-TsP zoekradar op een BAZ-69096 10 x 10 vrachtwagen.
- Een 76T6 volgradar op een BAZ-6909-022 8 x 8 vrachtwagen.
- Een 77T6 volgradar voor raketten op een BAZ-69096 10 x 10 vrachtwagen.

## Gebruik
De eerste S-500 verdedigen het luchtruim boven Moskou tegen hypersonische Intercontinentale raketten, kruisraketten, vliegtuigen en onbemande luchtvaartuigen. Een versie van de Russische Marine komt op de nieuwe met kernenergie aangedreven kruisers van de Lider-klasse.
Op 13 juni meldde de Oekraïense leider van de militaire inlichtingendienst Kyrylo Boedanov dat Rusland S-500 op de bezette Krim had ingezet. In de maanden daarvoor waren veel S-300 en S-400 systemen en andere militaire doelen door Oekraïense ATACMS vernietigd. Rusland zou volgens hem op dat moment maar een zo’n systeem bezitten.

## Uitvoer
In september 2021 zei de Russische vicepremier Joeri Borisov dat India als eerste S-500 zou kopen.
President Recep Tayyip Erdoğan zei dat Turkije de aankoop van S-500 overweegt.